# Sân bay Auckland
Sân bay quốc tế Auckland (tên tiếng Anh: Auckland Airport, tên cũ Sân bay quốc tế Auckland, địa phương còn gọi là Sân bay Mangere) (IATA: AKL, ICAO: NZAA) là sân bay lớn nhất và là sân bay quốc tế nhộn nhịp nhất ở New Zealand phục vụ hơn 12 triệu khách mỗi năm, và theo dự báo con số này sẽ gấp đôi trong 15 năm nữa. Sân bay tọa lạc tại Mangere, một vùng ngoại ô phía Tây của Thành phố Manukau, cách trung tâm Thành phố Auckland 21 km về phía Nam. Đây là trung tâm hoạt động của hãng Air New Zealand.
Sân bay Auckland là một trong những tài sản hạ tầng quan trọng nhất của New Zealand, cung cấp hàng ngàn việc làm cho khu vực. Đây cũng là 'cảng' hàng hóa lớn thứ hai tính theo giá trị, đóng góp 14 tỷ USD cho nền kinh tế, cung cấp lượng khách hơn 4 triệu người mỗi năm - chiếm 70% lượng khách quốc tế đến New Zealand.
Về số lượng khách, đây là sân bay lớn thứ tư ở châu Úc (tiếng Anh: Australasia), sau Sân bay quốc tế Kingsford Smith (Sydney), Sân bay Melbourne Sân bay (Tullamarine) và Sân bay Brisbane (Eagle Farm). Tuy nhiên, theo Thủ tướng New Zealand,, đây là sân bay lớn thứ 2 ở châu Úc tính về số lượng khách quốc tế sinh lời cao, lớn hơn sân bay Melbourne 50%.

## Lịch sử
Nơi xây dựng sân bay trước đây là một sân bay của Auckland Aero Club. Năm 1928, Câu lạc bộ này đã thuê đất từ một chủ trang trại bò sữa để cung cấp địa điểm sinh hoạt của 3 De Havilland Gypsy Moth. Năm 1960, người ta đã cho xây sân bay chính của Auckland ở đây, lấy từ Whenuapai ở Tây-Bắc thành phố. Phần lớn đường băng nằm trên đất lấp bến cảng Manukau. Chuyến bay đầu tiên từ sân bay này là một chiếc DC-8 của hãng Air New Zealand DC-8 vào tháng 11 năm 1965, đi Sydney. Sân bay này được chính thức mở cửa năm sau đó bằng một đám rước trên không lộng lẫy trong ngày cuối tuần kỷ niệm thành lập Auckland -29 đến 31 tháng 1 năm 1966.
Một nhà ga quốc tế mới, đặt tên theo Jean Batten, đã được xây năm 1977. Lần nâng cấp mới nhất là năm 2005, chia ra khu vực khách đi và đến.

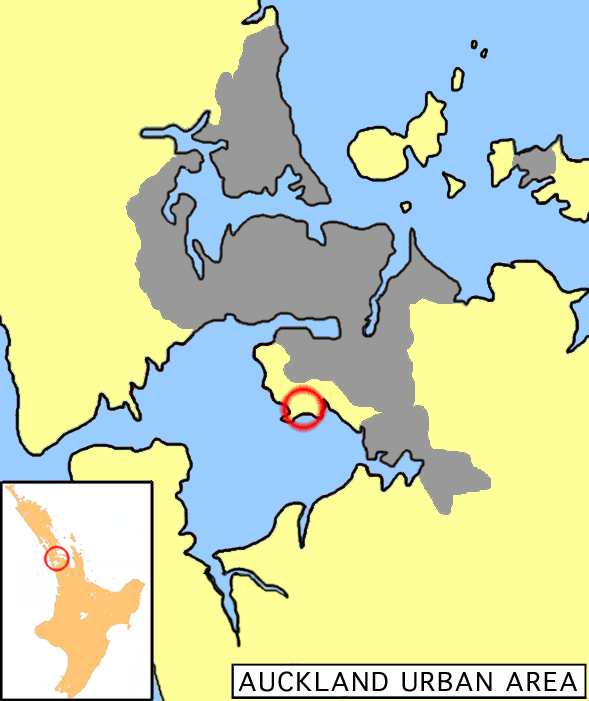
Vị trí của sân bay trong khu vực đô thị Auckland

Hiện nay, sân bay này đã trải qua một loạt dự án xây dựng lớn, bao gồm thêm đường băng thứ 2 (đường băng thứ 2 trong hộp thông tin nêu trên thực ra là đường lăn (taxiway) và chỉ được sử dụng làm đường băng trong trường hợp khẩn cấp khi đường băng chính phải bảo dưỡng). Xem  Lưu trữ ngày 17 tháng 7 năm 2007 tại Wayback Machine or  Lưu trữ ngày 30 tháng 4 năm 2007 tại Wayback Machine.

## Các hãng hàng không và tuyến bay

### Hành khách

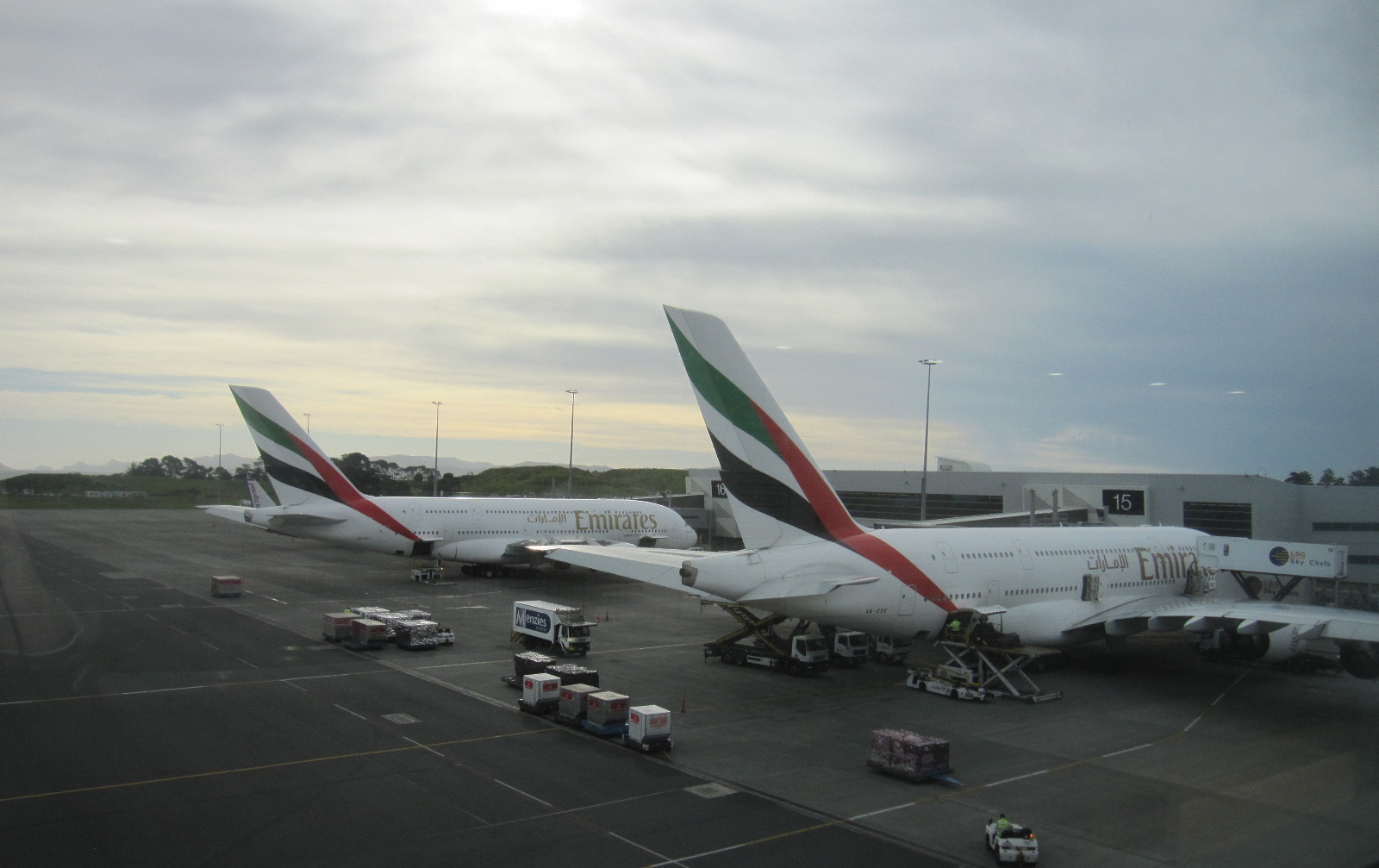
Auckland có máy bay A380 Emirates tại Pier B.

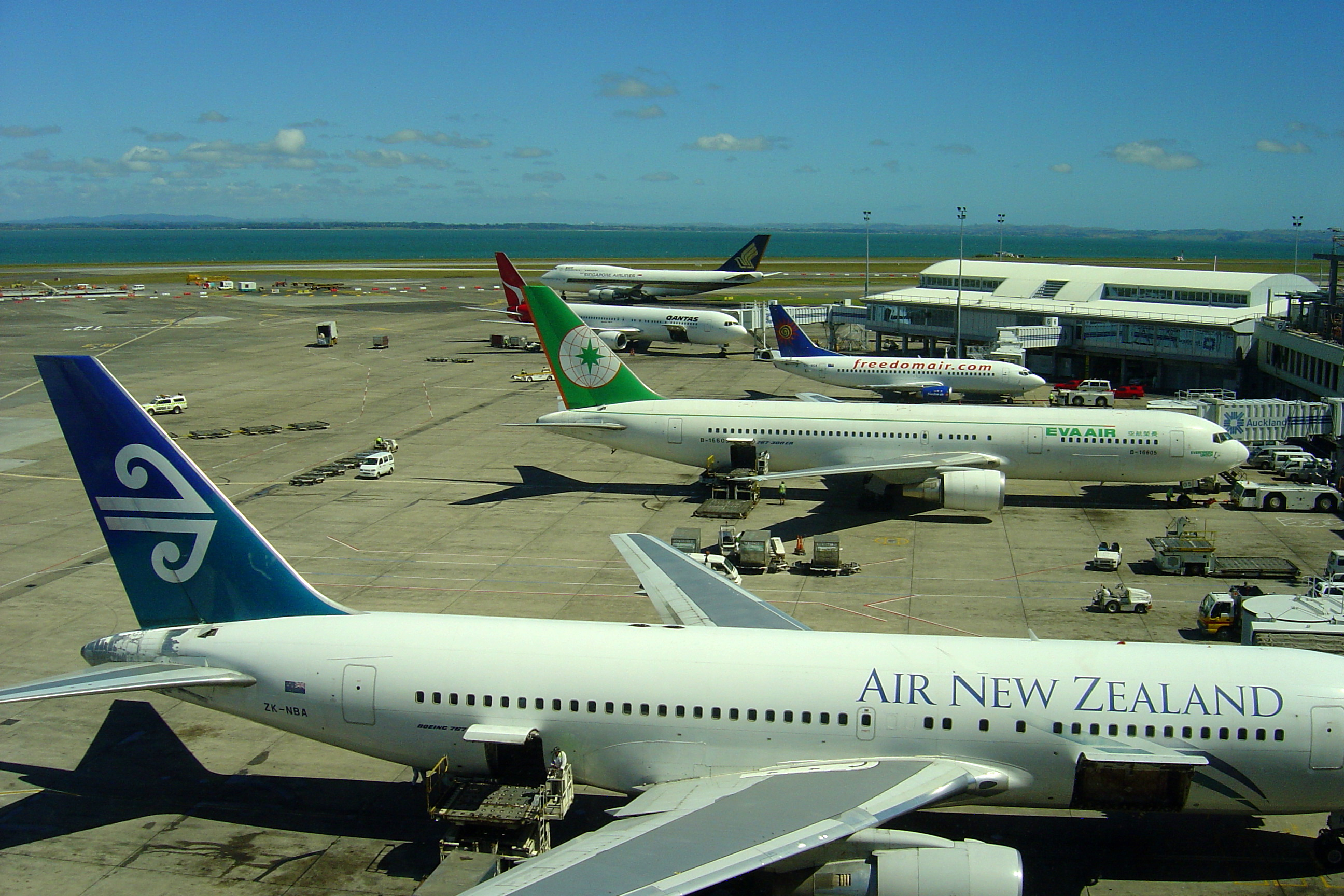
Cảnh nhà ga.

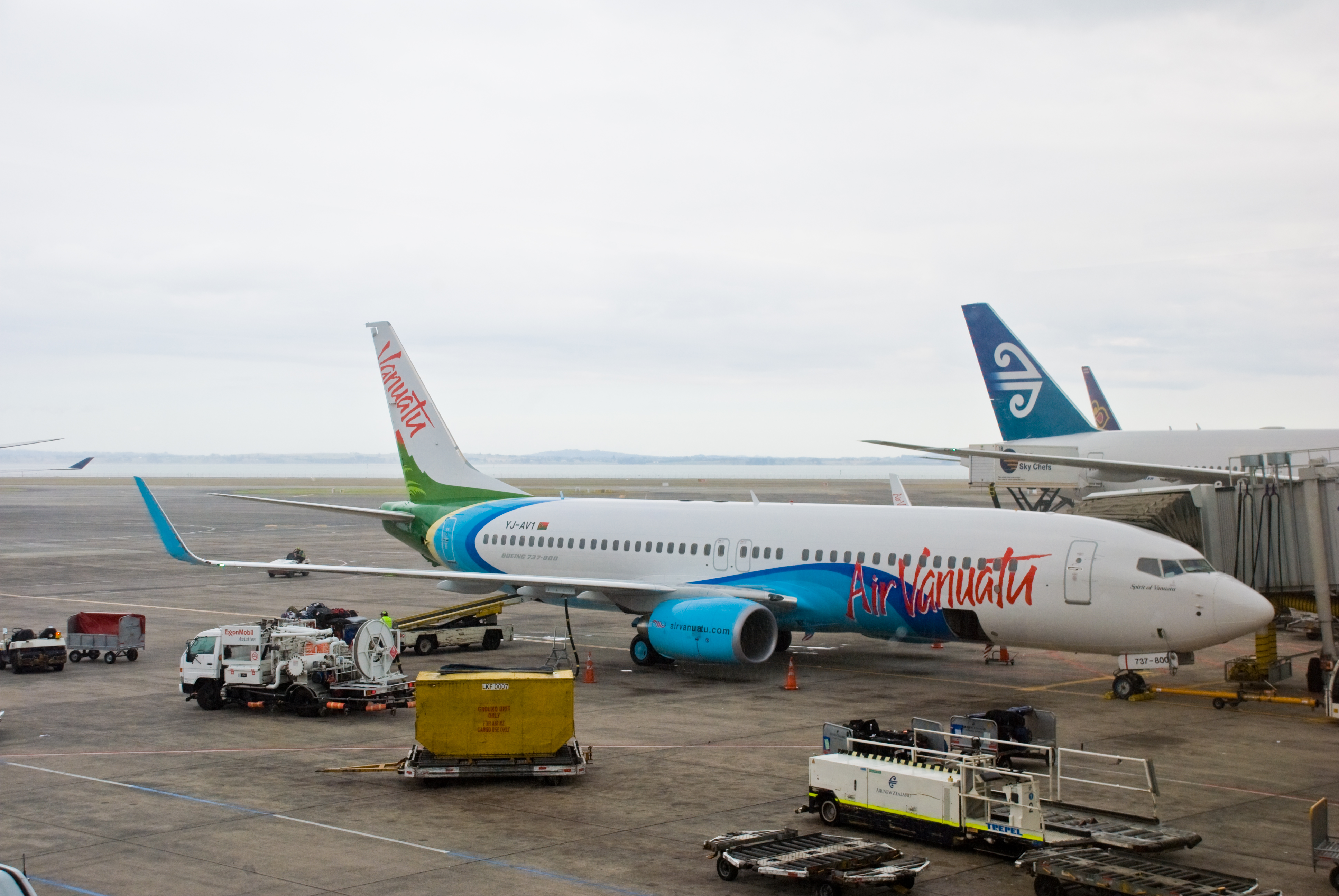
Máy Bay Boeing 737-800 của Air Vanuatu

| Hãng hàng không                                         | Các điểm đến | Nhà ga  |
| ------------------------------------------------------- | --- | ------- |
| Air Chathams                                            | Các đảo Chatham, Whakatane | Nội địa |
| Air China                                               | Bắc Kinh-Thủ đô | Quốc tế |
| Air New Zealand                                         | Christchurch, Dunedin, Queenstown, Wellington | Nội địa |
| Air New Zealand                                         | Adelaide, Apia-Faleolo, Brisbane, Buenos Aires-Ezeiza, Gold Coast, Hong Kong, Honolulu, Houston-Intercontinental, London-Heathrow, Los Angeles, Melbourne, Nadi, Niue, Norfolk Island, Nouméa, Nuku'alofa, Papeete, Perth, Port Vila (ngừng), Rarotonga, San Francisco, Thượng Hải-Phố Đông, Singapore, Sydney, Tokyo-Narita, Vancouver Theo mùa: Cairns, Denpasar/Bali, Sunshine Coast | Quốc tế |
| Air New Zealand Link vận hành bởi Air Nelson            | Blenheim, Gisborne, Kapiti Coast, Kerikeri, Napier, Nelson, New Plymouth, Palmerston North, Rotorua, Taupo, Tauranga, Wanganui, Whangarei | Nội địa |
| Air New Zealand Link vận hành bởi Mount Cook Airline    | Blenheim, Napier, Nelson, New Plymouth, Palmerston North, Tauranga | Nội địa |
| Air Tahiti Nui                                          | Los Angeles, Papeete | Quốc tế |
| Air Vanuatu                                             | Port Vila | Quốc tế |
| AirAsia X                                               | Gold Coast, Kuala Lumpur | Quốc tế |
| Aircalin                                                | Nouméa | Quốc tế |
| American Airlines                                       | Los Angeles (từ ngày 25 tháng 6 năm 2016) | Quốc tế |
| Barrier Air                                             | Claris, Hamilton, Kaitaia, North Shore, Okiwi, Whangarei, Whitianga | Nội địa |
| Cathay Pacific                                          | Hong Kong | Quốc tế |
| China Airlines                                          | Brisbane, Sydney, Taipei-Taoyuan | Quốc tế |
| China Eastern Airlines                                  | Thượng Hải-Phố Đông | Quốc tế |
| China Southern Airlines                                 | Quảng Châu | Quốc tế |
| Emirates                                                | Brisbane, Dubai-International, Melbourne, Sydney | Quốc tế |
| Fiji Airways                                            | Nadi, Suva | Quốc tế |
| Fly My Sky                                              | Claris, Okiwi | Nội địa |
| Hawaiian Airlines                                       | Honolulu | Quốc tế |
| Jetstar Airways                                         | Christchurch, Dunedin, Queenstown, Wellington | Nội địa |
| Jetstar Airways                                         | Gold Coast, Melbourne, Rarotonga, Sydney | Quốc tế |
| Jetstar Airways vận hành bởi Eastern Australia Airlines | Napier, Nelson, New Plymouth, Palmerston North | Nội địa |
| Korean Air                                              | Seoul-Incheon | Quốc tế |
| LAN Airlines                                            | Santiago de Chile, Sydney | Quốc tế |
| Malaysia Airlines                                       | Kuala Lumpur | Quốc tế |
| Philippine Airlines                                     | Cairns, Manila | Quốc tế |
| Qantas                                                  | Theo mùa: Perth | Quốc tế |
| Qantas vận hành bởi Jetconnect                          | Brisbane, Melbourne, Sydney | Quốc tế |
| Qatar Airways                                           | Doha (từ ngày 4 tháng 12 năm 2016) | Quốc tế |
| Singapore Airlines                                      | Singapore | Quốc tế |
| Thai Airways                                            | Bangkok-Suvarnabhumi | Quốc tế |
| United Airlines                                         | San Francisco (từ ngày 3 Tháng 7 năm 2016) | Quốc tế |
| Virgin Australia                                        | Brisbane, Gold Coast, Melbourne, Nuku'alofa, Rarotonga, Sydney | Quốc tế |
| Virgin Samoa                                            | Apia | Quốc tế |

### Hàng hóa

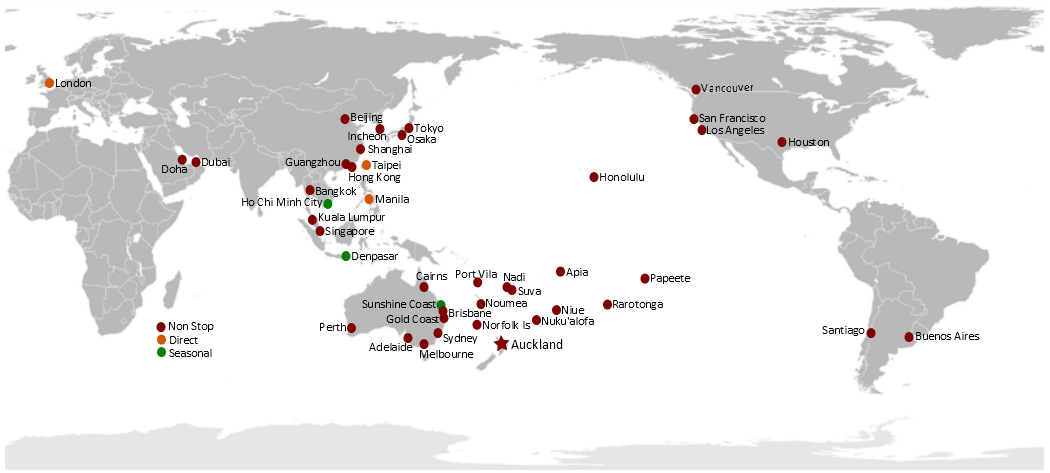
Các tuyến bay quốc tế với sân bay Auckland.

| Hãng hàng không                                          | Các điểm đến                                  |
| -------------------------------------------------------- | --------------------------------------------- |
| Air Freight NZ                                           | Christchurch, Palmerston North                |
| Airwork vận hành cho New Zealand Post                    | Blenheim, Christchurch, Dunedin, Wellington   |
| DHL Express vận hành bởi Tasman Cargo Airlines           | Nouméa, Sydney                                |
| FedEx Express                                            | Honolulu, Los Angeles, Sydney                 |
| Qantas Freight vận hành bởi Atlas Air                    | Chicago–O'Hare, Honolulu, Los Angeles, Sydney |
| Qantas Freight vận hành bởi Express Freighters Australia | Cairns, Christchurch, Sydney                  |
| Singapore Airlines Cargo                                 | Melbourne, Singapore, Sydney                  |

### Các tuyến bay dự định
- Air New Zealand đã thông báo kế hoạch bay tới các điểm Đông Nam Á khác, với Manila là nơi sắp tới hãng sẽ có tuyến bay.[21] Also due to increased Japanese demand the airline will resume flights to Osaka in November 2016.[22]

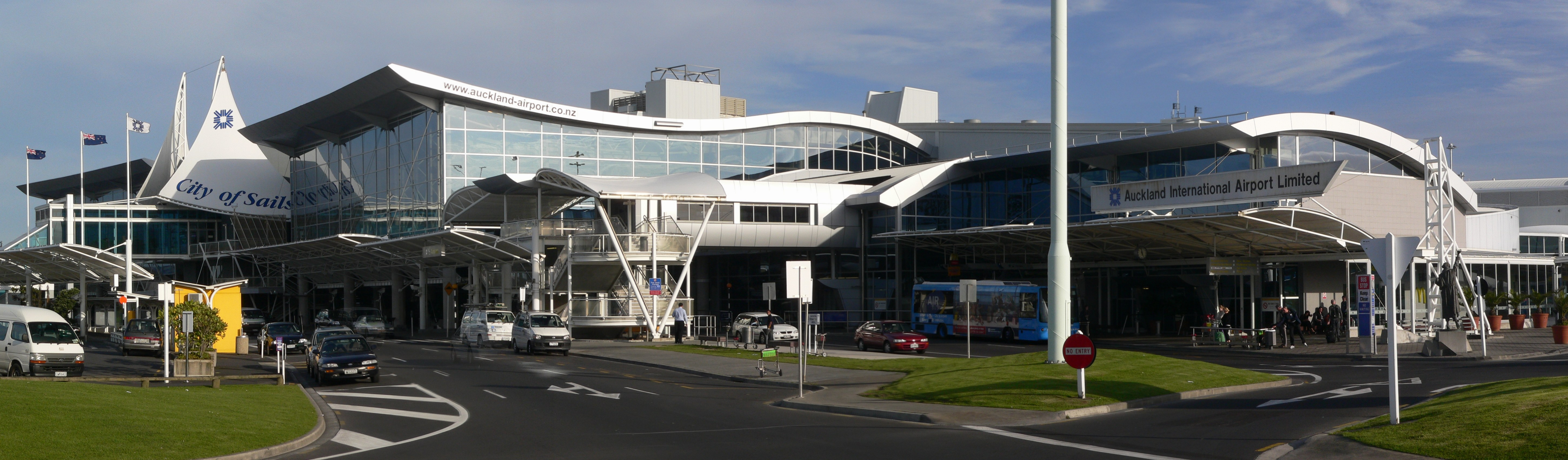
Nhà ga quốc tế của Auckland International Airport

- Nhà ga quốc tế của Auckland International AirportSichuan Airlines đang có dự định bay đến New Zealand.[23]

### Thống kê
| Hạng | Sân bay                        | Lượng khách vận chuyển | % thay đổi | Hãng vận chuyển                                                                            |
| ---- | ------------------------------ | ---------------------- | ---------- | ------------------------------------------------------------------------------------------ |
| 1    | Australia, Sydney              | 1.483.183              | 3,7        | Air New Zealand, China Airlines, Emirates, Jetstar, LAN Airlines, Qantas, Virgin Australia |
| 2    | Australia, Melbourne           | 1.040.922              | 5,7        | Air New Zealand, Emirates, Jetstar, Qantas, Virgin Australia                               |
| 3    | Australia, Brisbane            | 913.165                | 4,8        | Air New Zealand, China Airlines, Emirates, Qantas, Virgin Australia                        |
| 4    | Australia, Gold Coast          | 290.706                | 8,5        | Air New Zealand, Jetstar, Virgin Australia                                                 |
| 5    | Australia, Perth               | 177.049                | 2,6        | Air New Zealand, Qantas                                                                    |
| 6    | Australia, Adelaide            | 93 460                 | 24,4       | Air New Zealand                                                                            |
| 7    | Australia, Cairns              | 39.081                 | 16,6       | Air New Zealand                                                                            |
| 8    | Norfolk Island, Norfolk Island | 11.335                 | 0,3        | Air New Zealand                                                                            |
| 9    | Australia, Sunshine Coast      | 10.248                 | 21,9       | Air New Zealand                                                                            |

| Hạng | Sân bay                   | Số khách  | % thay đổi | Hãng vận chuyển          |
| ---- | ------------------------- | --------- | ---------- | ------------------------ |
| 1    | New Zealand, Christchurch | 1.102.009 | 0,4        | Air New Zealand, Jetstar |
| 2    | New Zealand, Wellington   | 837.087   | 0,3        | Air New Zealand, Jetstar |
| 3    | New Zealand, Queenstown   | 541.856   | 0,3        | Air New Zealand, Jetstar |
| 4    | New Zealand, Dunedin      | 392.456   | 0,5        | Air New Zealand, Jetstar |